# Dialekty języka słoweńskiego
     dialekty goreńskie
     dialekty doleńskie (3. kostelsko narečje, 4. mešani kočevski govori, 5. severnobelokranjsko narečje, 6. južnobelokranjsko narečje)
     dialekty styryjskie
     dialekty panońskie
     dialekty karynckie
     dialekty przymorskie
     dialekty rowtarskie (1. šavrinsko narečje, 2. čiško narečje)

Mapa słoweńskich zespołów dialektalnych (regionalnych)
dialekty goreńskie
dialekty doleńskie (3. kostelsko narečje, 4. mešani kočevski govori, 5. severnobelokranjsko narečje, 6. južnobelokranjsko narečje)
dialekty styryjskie
dialekty panońskie
dialekty karynckie
dialekty przymorskie
dialekty rowtarskie (1. šavrinsko narečje, 2. čiško narečje)

Dialekty języka słoweńskiego (słoweń. slovenska narečja) – regionalne odmiany języka słoweńskiego, klasyfikowanego w ramach południowej gałęzi języków słowiańskich. Według jednej z koncepcji podziału dialektalnego język słoweński składa się z co najmniej 48 dialektów bądź poddialektów (gwar). Dokładna liczba dialektów słoweńskich jest trudna do określenia, publikacje lingwistyczne wskazują na istnienie w ramach tego języka od 7 do 50 dialektów regionalnych. Dialekty słoweńskie wykazują między sobą różnice na tyle poważne, że w niektórych przypadkach wzajemna zrozumiałość przybiera ograniczony charakter.
Język słoweński należy do języków południowosłowiańskich i tworzy część południowosłowiańskiego kontinuum dialektalnego. Jest stosunkowo blisko spokrewniony z dialektami kajkawskim i czakawskim, odrębnymi od dialektu sztokawskiego, który dominuje na obszarze serbsko-chorwackim w roli języka literackiego. Nie istnieje ścisła granica językowa między chorwackim dialektem kajkawskim a językiem słoweńskim – przejście między nimi ma charakter płynny i jest związane z podziałami narodowościowymi.
Słoweńskie dialekty regionalne, wysoko zróżnicowane pod względem cech fonetycznych i morfologicznych, współistnieją ze słoweńskim językiem standardowym (literackim), powszechnie stosowanym w piśmiennictwie i mediach. Jest on przyswajany jako drugi język, obok różnych gwar i form języka potocznego. Za fundament słoweńskiego języka literackiego podaje się niekiedy mowę kraińską, jednakże elementy morfologii i leksyki zostały poddane rekonstrukcji historycznej, co uniemożliwia przypisanie standardowi jednolitej podstawy gwarowej. Językoznawczyni Tjaša Jakop wskazuje, że współczesny standardowy język słoweński wywodzi się z trzech ugrupowań dialektalnych – górnokraińskiego, dolnokraińskiego i styryjskiego.

## Zróżnicowanie i kryteria podziału
Podział dialektalny języka słoweńskiego opiera się na szeregu różnic językowych i pozajęzykowch. Do czynników pozajęzykowych należą kwestie osadnictwa i cechy geograficzne (rzeki, góry), które wpłynęły na ukształtowanie różnych izoglos. Czynniki językowe obejmują kontakt z językami spoza grupy słowiańskiej (przede wszystkim z włoskim i niemieckim), elementy prozodii i fonologii, a w mniejszym stopniu także właściwości słowotwórcze, leksykalne i fleksyjne. Zaliczają się do nich następujące cechy:
- zachowanie lub utrata akcentu tonicznego;
- refleksy *ę, *ǫ, jaci (ě) i jerów (*ъ, *ь);
- (w mniejszym stopniu) zasób samogłosek, dyftongizacja oraz stopień i charakter redukcji samogłoskowej[13]. Między dialektami istnieją także różnice w użyciu liczby podwójnej[10].

## Podział dialektów
Poniższa klasyfikacja dialektów i poddialektów opiera się na mapie gwarowej z 1983 r. (Fran Ramovš, Tine Logar, Jakob Rigler) (z której zaczerpnięto nazewnictwo podane w pierwszej kolejności) oraz innych źródłach. Nazwy grup dialektalnych, dialektów i gwar podano w formie polskiej i/lub oryginalnej.
- dialekty goreńskie[15] (gorenjska narečna skupina):
  - gorenjsko narečje, gorenjščina[16]
    - vzhodnogorenjski govor, vzhodna gorenjščina[17]

  - dialekt selski[18] (selško narečje, selščina)[19]
- dialekty doleńskie[20] (dolenjska narečna skupina):
  - dolenjsko narečje, dolenjščina[21]
    - vzhodnodolenjski govor, vzhodna dolenjščina[21]

  - severnobelokranjsko narečje
  - dialekt Białej Krainy[22] (južnobelokranjsko narečje, južna belokranjščina)[23]
  - kostelsko narečje, kostelska belokranjščina[23], kostelščina[24]
- dialekty styryjskie[25] (štajerska narečna skupina, štajerščina)[26]:
  - srednjesavinjsko narečje, srednja savinjščina[27]
  - zgornjesavinjsko narečje, zgornja savinjščina[26]
    - solčavski govor

  - dialekt centralnostyryjski[28] (srednještajersko narečje, osrednja štajerščina)[26]
  - dialekt pohorski[29] (južnopohorsko narečje, štajerska pohorščina)[30]
    - kozjaški govor

  - kozjansko-bizeljsko narečje
  - posavsko narečje, posavščina[31]
    - zagorsko-trboveljski govor
    - laški govor
    - sevniško-krški govor
- dialekty panońskie[32] (panonska narečna skupina):
  - dialekt prekmurski[33] (prekmursko narečje, prekmurščina)[34]
  - dialekt goriczański[35] (goričansko narečje, goričanščina)[36]
  - dialekt prleski[33] (prleško narečje, prleščina)[37]
  - haloško narečje, haloščina[38]
- dialekty karynckie[39] (koroška narečna skupina, koroščina)[40]:
  - dialekt remsznicki[41] (severnopohorsko-remšniško narečje)
  - dialekt meżański (mežiško narečje, mežiščina)[42]
  - dialekt podjuński[43] (podjunsko narečje, podjunščina)[44] (Austria)
  - dialekt obirski (obirsko narečje, obirščina)[45] (Austria)
  - dialekt rożański[41] (rožansko narečje, rožanščina)[46] (Włochy)
  - dialekt zilski[41] (ziljsko narečje, ziljščina)[46] (Austria, Włochy)
    - kranjskogorski govor
- dialekty przymorskie[47] (primorska narečna skupina):
  - dialekt rezjański[43] (rezijansko narečje, rezijanščina)[48] (Włochy, zaliczany także do dialektów karynckich[43])
  - dialekt górnosoczański[49] (obsoško narečje)
  - dialekt terski[50] (tersko narečje, terščina)[51] (Włochy)
  - dialekt nadiski[50] (nadiško narečje, nadiščina)[52] (Włochy)
  - dialekt briski[50] (briško narečje, briščina)[53]
  - dialekt kraski[54][55] (kraško narečje, kraščina)[56]
    - banjški govor, banjiški govor[57]

  - dialekt Istrii[58] (istrsko narečje, istrščina)[59]
    - gwara dekańska[49] (rižanski govor)
    - gwara pomjańska[49] (šavrinski govor, šavrinščina)[60]

  - dialekt notrański[61] (notranjsko narečje, notranjščina)[62]
  - čiško narečje, čički dialekt[63]
- dialekty rowtarskie[64] (rovtarska narečna skupina, rovtarščina)[65]:
  - dialekt tolmiński[66] (tolminsko narečje, tolminščina)[67]
    - baški govor

  - dialekt cerkneński[68] (cerkljansko narečje, cerkljanščina)[48]
  - dialekt poljański[69] (poljansko narečje, poljanščina)[70]
  - škofjeloško narečje, škofjeloščina[71]
  - dialekt czarnowrski[68] (črnovrško narečje, črnovrščina)[72]
  - dialekt horjulski[69] (horjulsko narečje, horjulščina)[73]
- mešani kočevski govori